# Draupnir

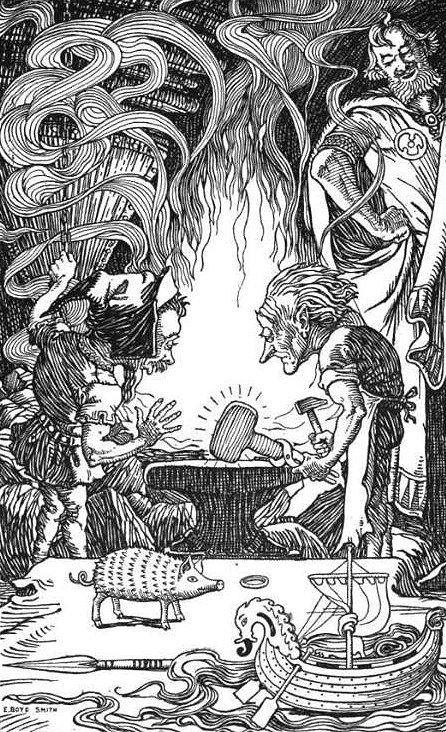
Loki kijkt toe hoe de zonen van Ivaldi de hamer Mjöllnir maken, op de tafel ligt de ring Draupnir, het varken Gullinbursti, het schip Skíðblaðnir, de speer Gungnir en het gouden haar voor Sif, In the Days of Giants: A Book of Norse Tales, 1902

Draupnir is een gouden armring in het bezit van Odin, de hoogste Ase in de Noordse mythologie. Deze ring was een bron van eindeloze weelde, want elke negende ochtend scheidde hij acht nieuwe gouden ringen af, net zoals hijzelf. 
Draupnir werd gesmeed door de dwergenbroers Brokkr en Eitri (of Sindri). De naam betekent Druppelaar. Deze ring werd door de dwergen gemaakt als een van drie speciale gaven voor de goden, waaronder ook Mjollnir de hamer van Thor en Gullinbursti de gouden ever van Freyr.
Aanleiding tot het maken was een weddenschap die van Loki uitging om hen uit te dagen dit te doen. Toen Loki dan de weddenschap verloor, omdat het de dwergen gelukt was de kunstwerken te maken, kon deze zijn belofte aan de Zonen van Ivaldi niet nakomen (hij had zijn hoofd verwed) en werd daarvoor gestraft: zijn lippen werden met draad aaneengesloten.
De ring werd door Odin op de brandstapel gelegd bij de lijkverbranding van zijn vermoorde zoon Baldr
Odin lei op de brandstapel de gouden ring genaamd Draupnir;
Deze eigenschap had die, dat iedere negende nacht
er acht gouden ringen afvielen van gelijk gewicht.
(Uit de Gylfaginning).
De ring werd daarna door Hermóðr teruggetrokken. Hij werd als geschenk aan Gerd geboden door Freyrs dienstknecht Skirnir toen de vruchtbaarheidsgod haar het hof maakte zoals beschreven in het Eddalied Skírnismál.
Draupnir is ook de naam van een dwerg, die in de Völuspá wordt vernoemd.